# Michael McIlorum

a Compétitions nationales et continentales officielles uniquement.

b Matchs officiels uniquement.
Michael McIlorum, né le 10 janvier 1988 à Leeds (Angleterre), est un joueur de rugby à XIII anglais d'origine irlandaise évoluant au poste de talonneur. Formé aux Warriors de Wigan, il débute et effectue ses onze premières années professionnelles au sein de ce club à succès remportant à trois reprises la Super League (2010, 2013 et 2016) et à deux reprises la Challenge Cup (2011 et 2013). En 2018, il quitte Wigan pour rejoindre la franchise française les Dragons Catalans.
Parallèlement, il dispute trois éditions de Coupe du monde d'une part avec l'Irlande en 2008 et 2017, et d'autre part avec l'Angleterre avec laquelle il atteint les demi-finales de la Coupe du monde 2013, il y est également finaliste du Tournoi des Quatre Nations 2011.
il est aussi le marqueur du premier essaie de l'histoire du rugby a Xlll au camp nou a Barcelone le 18/05/19 contre son club formateur de Wigan.

## Palmarès
- Collectif :
  - Vainqueur de la Super League : 2010, 2013 et 2016 (Warriors de Wigan).
  - Vainqueur de la Challenge Cup : 2011, 2013 (Warriors de Wigan) et 2018 (Dragons Catalans).
  - Finaliste du Tournoi des Quatre Nations : 2011 (Angleterre).
  - Finaliste de la Super League : 2014, 2015 (Warriors de Wigan),  2021 et 2023 (Dragons Catalans).
  - Finaliste de la Challenge Cup : 2017 (Warriors de Wigan).

### En sélection

#### Coupe du monde
| Édition        | Rang      | Résultats Irlande | Résultats McIlorum | Matchs McIlorum |
| -------------- | --------- | ----------------- | ------------------ | --------------- |
| Australie 2008 | Cinquième | 1 v, 0 n, 2 d     | 1 v, 0 n, 2 d      | 3/3             |
| Australie 2017 | 1er tour  | 2 v, 0 n, 1 d     | 2 v, 0 n, 1 d      | 3/3             |

Légende : v = victoire ; n = match nul ; d = défaite.
| Édition         | Rang        | Résultats Angleterre | Résultats McIlorum | Matchs McIlorum |
| --------------- | ----------- | -------------------- | ------------------ | --------------- |
| Angleterre 2013 | Demi-finale | 3 v, 0 n, 2 d        | 2 v, 0 n, 0 d      | 2/5             |
| Australie 2022  | Demi-finale | 3 v, 0 n, 1 d        | 4 v, 0 n, 1 d      | 4/5             |

Légende : v = victoire ; n = match nul ; d = défaite.

#### Détails en sélection
| Matchs internationaux de Michael McIlorum | Matchs internationaux de Michael McIlorum | Matchs internationaux de Michael McIlorum | Matchs internationaux de Michael McIlorum | Matchs internationaux de Michael McIlorum | Matchs internationaux de Michael McIlorum | Matchs internationaux de Michael McIlorum | Matchs internationaux de Michael McIlorum | Matchs internationaux de Michael McIlorum | Matchs internationaux de Michael McIlorum | Matchs internationaux de Michael McIlorum | Matchs internationaux de Michael McIlorum |
|                                           | Date                                      | Adversaire                                | Résultat                                  | Compétition                               | Poste                                     | Points                                    | Essais                                    | Pen.                                      | Drops                                     |                                           |                                           |
| ----------------------------------------- | ----------------------------------------- | ----------------------------------------- | ----------------------------------------- | ----------------------------------------- | ----------------------------------------- | ----------------------------------------- | ----------------------------------------- | ----------------------------------------- | ----------------------------------------- | ----------------------------------------- | ----------------------------------------- |
| sous les couleurs de l'Irlande            |                                           |                                           |                                           |                                           |                                           |                                           |                                           |                                           |                                           |                                           |                                           |
| 1.                                        | 27 octobre 2008                           | Tonga                                     | 20-22                                     | Coupe du monde                            | Remplaçant                                | -                                         | -                                         | -                                         | -                                         |                                           |                                           |
| 2.                                        | 5 novembre 2008                           | Samoa                                     | 34-16                                     | Coupe du monde                            | Remplaçant                                | -                                         | -                                         | -                                         | -                                         |                                           |                                           |
| 3.                                        | 10 novembre 2008                          | Fidji                                     | 14-30                                     | Coupe du monde                            | Remplaçant                                | -                                         | -                                         | -                                         | -                                         |                                           |                                           |
| 4.                                        | 29 octobre 2017                           | Italie                                    | 36-12                                     | Coupe du monde                            | Talonneur                                 | -                                         | -                                         | -                                         | -                                         |                                           |                                           |
| 5.                                        | 5 novembre 2017                           | Papouas.-Nlle-Guinée                      | 6-14                                      | Coupe du monde                            | Talonneur                                 | 4                                         | 1                                         | -                                         | -                                         |                                           |                                           |
| 6.                                        | 12 novembre 2017                          | Pays de Galles                            | 34-6                                      | Coupe du monde                            | Talonneur                                 | -                                         | -                                         | -                                         | -                                         |                                           |                                           |
| sous les couleurs de l'Angleterre         |                                           |                                           |                                           |                                           |                                           |                                           |                                           |                                           |                                           |                                           |                                           |
| 1.                                        | 27 octobre 2012                           | Pays de Galles                            | 80-12                                     | Amical                                    | Talonneur                                 | -                                         | -                                         | -                                         | -                                         |                                           |                                           |
| 2.                                        | 3 novembre 2012                           | France                                    | 44-6                                      | Amical                                    | Talonneur                                 | -                                         | -                                         | -                                         | -                                         |                                           |                                           |
| 3.                                        | 11 novembre 2012                          | France                                    | 48-4                                      | Amical                                    | Talonneur                                 | -                                         | -                                         | -                                         | -                                         |                                           |                                           |
| 4.                                        | 9 novembre 2013                           | Fidji                                     | 34-12                                     | Coupe du monde                            | Talonneur                                 | -                                         | -                                         | -                                         | -                                         |                                           |                                           |
| 5.                                        | 16 novembre 2013                          | France                                    | 34-6                                      | Coupe du monde                            | Talonneur                                 | -                                         | -                                         | -                                         | -                                         |                                           |                                           |
| 6.                                        | 15 octobre 2022                           | Samoa                                     | 60-6                                      | Coupe du monde                            | Talonneur                                 | -                                         | -                                         | -                                         | -                                         |                                           |                                           |
| 7.                                        | 22 octobre 2022                           | France                                    | 42-18                                     | Coupe du monde                            | Talonneur                                 | -                                         | -                                         | -                                         | -                                         |                                           |                                           |
| 8.                                        | 5 novembre 2022                           | Papouas.-Nlle-Guinée                      | 46-6                                      | Coupe du monde                            | Talonneur                                 | -                                         | -                                         | -                                         | -                                         |                                           |                                           |
| 9.                                        | 12 novembre 2022                          | Samoa                                     | 26-27                                     | Coupe du monde                            | Talonneur                                 | -                                         | -                                         | -                                         | -                                         |                                           |                                           |

### Statistiques
| Saison | Saison           | Championnat  | Championnat | Championnat | Championnat | Championnat | Championnat | Championnat | Coupe         | Coupe      | Coupe | Coupe | Coupe | Coupe | Coupe | Sélection | Sélection | Sélection | Sélection | Sélection | Sélection | Sélection |
| Saison | Saison           | Comp.        | Class.      | M           | Pts         | Ess.        | Buts        | Dp.         | Comp.         | Class.     | M     | Pts   | Ess.  | Buts  | Dp.   | Comp.     | M         | Pts       | Ess.      | Buts      | Dp.       |           |
| ------ | ---------------- | ------------ | ----------- | ----------- | ----------- | ----------- | ----------- | ----------- | ------------- | ---------- | ----- | ----- | ----- | ----- | ----- | --------- | --------- | --------- | --------- | --------- | --------- | --------- |
| 2007   | Wigan Warriors   | Super League | 1/2 finale  | 5           | -           | -           | -           | -           | Challenge Cup | 1/2 finale | 2     | -     | -     | -     | -     |           |           |           |           |           |           |           |
| 2008   | Wigan Warriors   | Super League | 1/2 finale  | 19          | 12          | 3           | -           | -           | Challenge Cup | 1/4 finale | 1     | -     | -     | -     | -     | CM        | 3         | -         | -         | -         | -         |           |
| 2009   | Wigan Warriors   | Super League | 1/2 finale  | 17          | -           | -           | -           | -           | Challenge Cup | 1/2 finale | 2     | 4     | 1     | -     | -     |           |           |           |           |           |           |           |
| 2010   | Wigan Warriors   | Super League | Champion    | 17          | 8           | 2           | -           | -           | Challenge Cup | 1/4 finale | 3     | -     | -     | -     | -     |           |           |           |           |           |           |           |
| 2011   | Wigan Warriors   | Super League | 1/2 finale  | 30          | 12          | 3           | -           | -           | Challenge Cup | Vainqueur  | 5     | -     | -     | -     | -     |           |           |           |           |           |           |           |
| 2012   | Wigan Warriors   | Super League | 1/2 finale  | 26          | 16          | 4           | -           | -           | Challenge Cup | 1/2 finale | 4     | -     | -     | -     | -     |           | 3         | -         | -         | -         | -         |           |
| 2013   | Wigan Warriors   | Super League | Champion    | 27          | 12          | 3           | -           | -           | Challenge Cup | Vainqueur  | 4     | -     | -     | -     | -     | CM        | 2         | -         | -         | -         | -         |           |
| 2014   | Wigan Warriors   | Super League | Finaliste   | 17          | 8           | 2           | -           | -           | Challenge Cup | 1/4 finale | 2     | -     | -     | -     | -     |           |           |           |           |           |           |           |
| 2015   | Wigan Warriors   | Super League | Finaliste   | 30          | 8           | 2           | -           | -           | Challenge Cup | 1/8 finale | 1     | -     | -     | -     | -     |           |           |           |           |           |           |           |
| 2016   | Wigan Warriors   | Super League | Champion    | 2           | 8           | 2           | -           | -           | Challenge Cup | 1/2 finale | 1     | -     | -     | -     | -     |           |           |           |           |           |           |           |
| 2017   | Wigan Warriors   | Super League | 6e          | 20          | 4           | 1           | -           | -           | Challenge Cup | Finaliste  | 4     | 4     | 1     | -     | -     | CM        | 3         | 4         | 1         | -         | -         |           |
| 2018   | Dragons Catalans | Super League | 7e          | 25          | 8           | 2           | -           | -           | Challenge Cup | Vainqueur  | 5     | 1     | 4     | -     | -     |           |           |           |           |           |           |           |
| 2019   | Dragons Catalans | Super League | 7e          | 15          | 8           | 2           | -           | -           | Challenge Cup | 1/4 finale | 2     | -     | -     | -     | -     |           |           |           |           |           |           |           |
| 2020   | Dragons Catalans | Super League | 1/2 finale  | 12          | 4           | 1           | -           | -           | Challenge Cup | 1/4 finale | 2     | -     | -     | -     | -     |           |           |           |           |           |           |           |
| 2021   | Dragons Catalans | Super League | Finaliste   | 14          | 4           | 1           | -           | -           | Challenge Cup | 1/4 finale | 1     | -     | -     | -     | -     |           |           |           |           |           |           |           |
| 2022   | Dragons Catalans | Super League | 1er tour    | 21          | 4           | 1           | -           | -           | Challenge Cup | 1/4 finale | 1     | -     | -     | -     | -     | CM        | 4         | -         | -         | -         | -         |           |
| 2023   | Dragons Catalans | Super League | Finaliste   | 24          | -           | -           | -           | -           | Challenge Cup | 1/8 finale | 1     | -     | -     | -     | -     |           |           |           |           |           |           |           |
| 2024   | Dragons Catalans | Super League | 7e          | 8           | 8           | 2           | -           | -           | Challenge Cup | 1/4 finale | 1     | -     | -     | -     | -     |           |           |           |           |           |           |           |